# 吐斯廉屠殺博物館
11°32′58″N 104°55′04″E / 11.54944°N 104.91778°E
吐斯廉屠殺博物館（英語：Tuol Sleng Genocide Museum），音意同譯堆屍陵，又譯堆斯陵、杜斯楞，又稱波布罪恶馆，是柬埔寨首都金边附近的一所博物馆。“吐斯廉”（ទួលស្លែង，Tuol Sleng）在高棉语中意思是“有毒的树木”或“马钱子之山”。在红色高棉统治时期，这里是第21号安全监狱（Security Prison 21，简称S-21）。
吐斯廉原为“昭博涅亚中学”（Chao Ponhea Yat High School）。这所中学以柬埔寨国王博涅亚的名字命名，他是西哈努克亲王的祖先。学校共有五栋建筑。1975年，该学校被柬埔寨共产党（红色高棉）改造成集中营和集体处决中心。建筑物周围布满带高压电的带刺铁丝网，教室被改造成狭窄的牢房和拷问所。为防止犯人逃脱，窗户被铁条封锁并缠绕电线。改造后该地区被重新命名为第21号安全监狱（Security Prison 21；S-21），简称S-21，数字21是其在金边南部所在地Sangkat Tuol Svay Prey的代码。

## 簡介
在1975年至1979年红色高棉执政期间，S-21至少关押过14,000名囚犯（也有部分人认为关押总数超过20,000人）。此处关押的都是被红色高棉认为是最危险的犯人。当时金边的工人普遍知道审讯中心的存在，但对其内部一无所知，称之为“进去了就出不来的地方”。只有12个人带到此地审讯而免于被处死。

### 自我屠杀
集中营的犯人从柬埔寨全国选送而来，虽然说前期的犯人是高棉共和国时期的政府官员、军人及学者、医生、教师、僧侣等，但后期的大屠杀犯人却主要是红色高棉政权的党员、士兵甚至一些高级官员，如外务部副部长温威、新闻部长符宁等，罪名通常是叛国或通敌。犯人及其亲属通常是一起接受审问，然后被带往琼邑克杀戮场加以杀害。
因而S-21中的大部分受害者是柬埔寨人，但也有来自其他国家的受害者，其中包括488名越南人、31名泰国人、1名老挝人、1名阿拉伯人、1名英国人、4名法国人、2名美国人、1名加拿大人、1名新西兰人、2名澳洲人、1名印尼人，许多印度人和巴基斯坦人也关押在这里。1975年5月，红色高棉将大部分外国人驱逐出境，留在柬埔寨的少数外国人被视为危险分子。
1979年初，在越南人民军迫近金边的前夕，S-21的负责人康克由奉命处决监狱中所有活着的犯人；但仍有7名犯人幸免于难，被越南人民军解救。随后，越南将集中营的存在公之于众。对此，柬共总书记波尔布特声称吐斯廉只不过是“越南人的展览品”。许多档案在民柬军队撤离金边的时候来不及销毁，现存S-21的档案卷宗共有4,000份，包括了数千份打印和手写的认罪书。
1980年，吐斯廉作为红色高棉大屠杀博物馆而重新开放，用于纪念在红色高棉政权残暴统治下遭受迫害的人。该纪念馆目前对公众开放，平均每天接受500次访问。

## 历史

### 集中营的生活

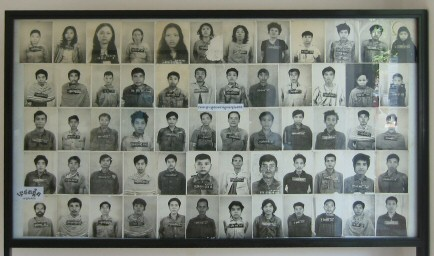
部分集中营受害者的档案照

在S-21集中营的生活是极端血腥恐怖的。犯人到達集中营後，先要照像存檔，之后要脱掉身上所有衣物进行全身检查，去除可能引起自杀的物品，然后他们被带往牢房。关押在较小牢房的犯人被铐在墙上，而关押在较大牢房的犯人则是所有人被铐在一根大长铁条上。犯人必须睡在冰冷的地面，没有被褥，連睡觉时也是被铐着的。
集中营的纪律非常严格，犯人稍有违反就会遭到毒打，犯人的每个行动都必须得到守卫的批准。在集中营中，犯人的健康也无法得到保障，他们极易感染皮肤病、虱或其他疾病。犯人基本不会得到任何治疗，因為集中营的医生並不會为病人治病，他们的任务是让犯人能够继续接受审问。

### 酷刑和屠杀

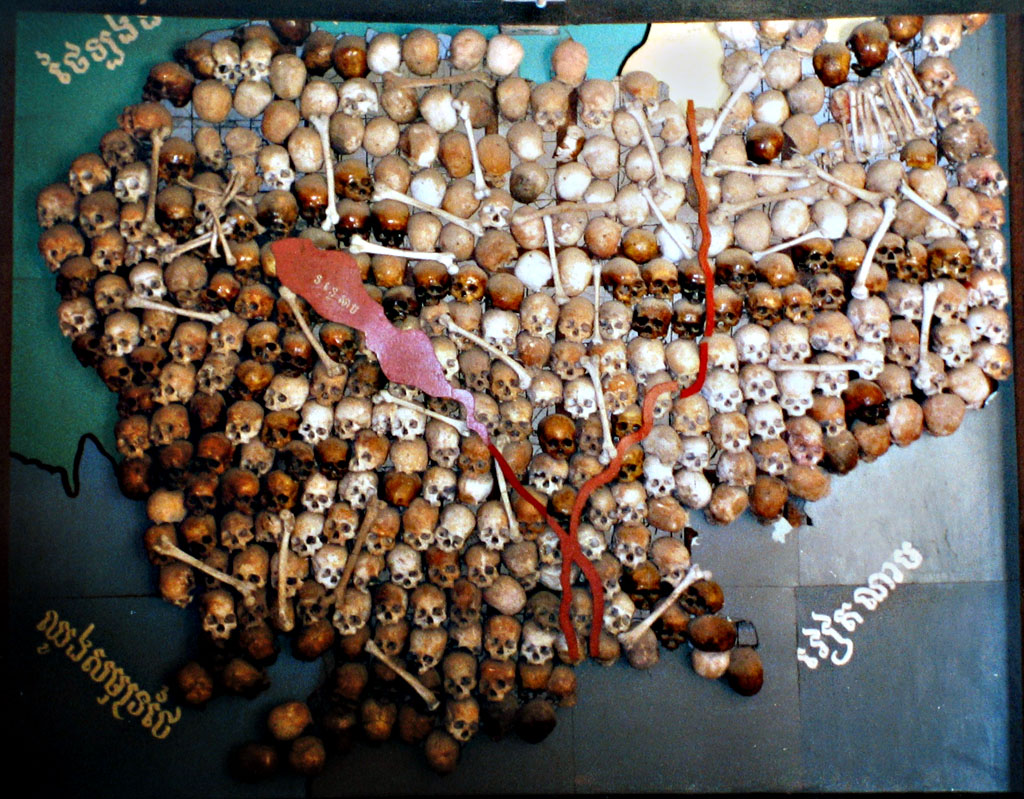
用遇难者头骨制作成的柬埔寨国家地图

大部分进入集中營的犯人可以在营内待兩到三個月，不過一些级别較高的紅色高棉幹部可能會待得更久一些。犯人进入集中營兩三天後，就会被帶走接受審問。审问过程中犯人會遭到毆打、電擊、熱烙或懸吊等各种各样的酷刑折磨，某些犯人會被刀子砍傷或是用塑膠袋悶住头部，或是指甲被拔掉後在傷口上倒酒精、将頭壓入水中以及坐水凳等等。而女性犯人有時則會遭到審問者的強姦，不過性侵害違反紅色高棉的規定。若是審問者被發現對犯人进行性侵害，將會被處決；例如S-21的高級獄警農輝（Nun Huy）就於1978年因涉嫌性侵害而處決。儘管会有很多犯人因不能忍受酷刑的折磨而死亡，但红色高棉并不鼓励过快的杀死犯人，因為紅色高棉需要他們招供同党。另外，集中营中的醫療中心也利用放血的方式殺死了至少100名犯人。

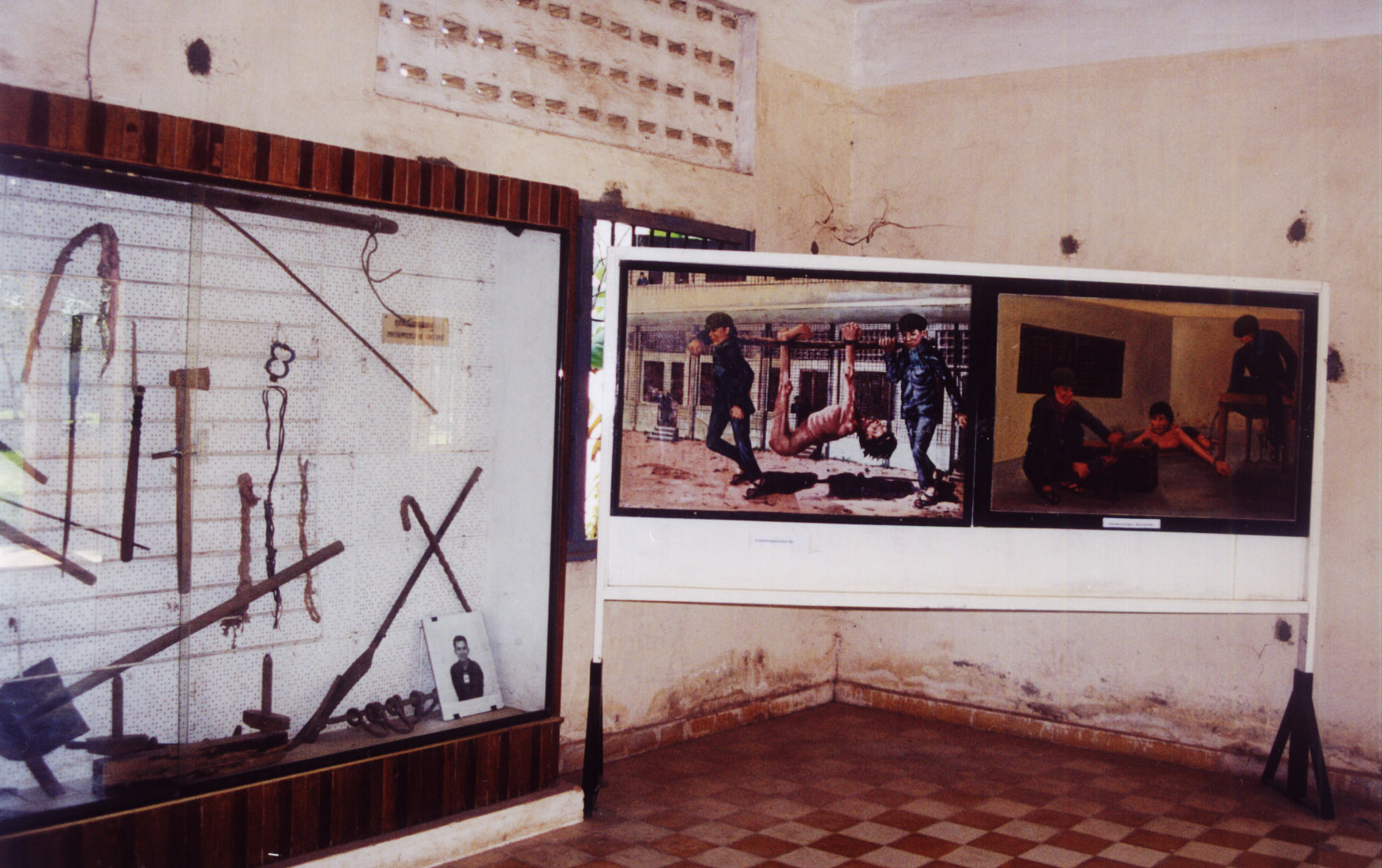
S-21集中营中执行酷刑的工具及描述酷刑的油画

在審問中，犯人首先要供认自己的身份以及家庭背景。如果是红色高棉的党员，則必須要说明他們参加革命的时间以及在党内的职务。接着犯人要按照時間顺序招认自己的叛國通敵行为，例如给美国中情局做间谍、当越南人的走狗、暗中反对党中央，甚至是非礼幼女。最後犯人要供认出一份名單，用來指认同樣具有叛国行为的朋友、同事或是熟人。有些名單上的人名甚至多達上百個，而名单上的人通常會被抓進集中营接受審問。
审问过后，犯人及他们的家属会被带往瓊邑克灭绝中心加以杀害。该中心位于金边市中心15公里远，在那里他们被红色高棉的士兵用棍棒、鋤頭、十字鎬、圓鍬、鐮刀、彎刀等或其他農具残忍的杀害。孩子通常被拉住双脚，头部撞到树上摔死。曾在集中营关押过的15000名的犯人中，仅有7人幸免于难。1979年，越南人民軍進攻柬埔寨，直撲金邊。波布鉴于这种状况，要求集中营内赤柬人員儘快處決这7人。處決日期定於該年1月7日下午2時，但在當日上午8時，越軍士兵已攻入金邊，这7人重获自由。7人當中有一位名叫凡纳的畫家，由於他长期被关押在集中营，所以非常熟悉集中营内的生活。他重获自由后，畫了不少赤柬工作人員如何折磨囚犯的油畫，並將这批油畫送回博物館展览。

### 集中营工作人员
S-21集中营直属于柬共中央和国防部的S-21办公室管辖，由红色高棉军事最高负责人宋成一手建立，并委任康克由担任S-21集中营监狱长。
该集中营有1,720工作人员，其中约300人是官员、内部劳力和审问员，其余的1,400人是一般工作人员。其中部分看守是从犯人家庭的孩子中甄选出来，经过严格的训练和洗脑後，成为了残忍的卫兵。
康克由，别名杜同志（Duch），S-21监狱长。出生在磅同省，先前是一名数学教师，是红色高棉一号领导人波尔布特的贴身工作人员。2009年，由联合国与柬埔寨共同组建的柬埔寨法院特别法庭开庭，康克由被控犯有反人类罪、战争罪、酷刑和谋杀罪。他承认自己的罪行并表示忏悔。2010年7月26日，特别法庭作出判决，以战争罪和反人类罪处以其35年有期徒刑。由于康克由已经被柬埔寨政府关押5年，所以仅执行30年。2010年3月，康克由律師向法院提起上訴，請求將他立即釋放。2012年2月3日，柬埔寨法院特別法庭駁回了其上訴，並將原判35年的監禁改為無期徒刑。2020年9月2日，康克由在金边柬苏友谊医院去世。
金瓦（Khim Vat），别名霍同志（Ho），康克由的副手，任S-21副监狱长。原为红色高棉士兵。1978年与曼奈一起参与审讯犯人，被形容为“令人恐惧的人”。1979年越南入侵后失踪。
奔同志（Peng），真名不详，康克由的副手，任S-21警卫队长，位居监狱领导层中的第三。原为红色高棉士兵，与金瓦是战友。幸存者万纳将他形容为“一个年轻的屠夫”，“从来不敢直视他的眼睛”。他在1978年被调离S-21，由亨辉接任，随后可能在1980年代死于柬埔寨西南部。
亨辉（Him Huy），别名辉兄弟（Huy），1978年接替“奔同志”任警卫队长，并负责琼邑克刑场的处决工作。
曼奈（Mam Nay），别名赞同志（Chan），地位居于康克由二位副手之下，任S-21审讯小组组长。1975年与康克由一起被调来S-21任职，直至1979年越南入侵为止。
当辛贤（Tang Sin Hean），别名本同志（Pon），曼奈的副手，为S-21审讯员。内战时期他是康克由的部下。1975年与康克由一起被调来S-21任职。他曾参与过对凯密、奈沙朗、符宁、狄奥尔（Tiv Ol）、蒲才（Phouk Chhay）的审讯。
索提（Suos Thi）：S-21的档案保管员，1977年至1978年任职。

### 著名囚犯
- 农笋：农业部长，1976年处决。
- 凯密：驻华大使，1976年处决。
- 奈沙朗：东北大区书记，1976年处决。
- 符宁：信息部长，1977年处决。
- 笃澎：工程部长，1977年处决。
- 贵敦：商务部长，1977年处决。
- 狄奥尔：共产主义运动家、柬中友好协会领袖之一，1977年处决。
- 蒲才：共产主义运动家、柬中友好协会领袖之一，1977年处决。
- 周成：外交官，西哈努克的亲信，1977年处决。
- 温威：经济部长，1978年处决。
- 朱杰：西部大区书记，1978年处决。
- 约翰·德维斯特：英国人，通岛“狐狸精”号事件当事人之一，约1978年处决。
- 克里·哈米尔（Kerry Hamill）：新西兰人，通岛“狐狸精”号事件当事人之一，约1978年处决。
- 迈克尔·S·狄茨（Michael S. Deeds）：美国人，1978年驾船途经柬埔寨海域时被捕，1979年越南入侵前夕被处决。
- 春迈：幸存者，1977年被捕，1979年越南入侵前夕逃脱。
- 万纳：幸存者，1978年被捕，1979年被入侵的越南军队解救。
- 布孟（英语：Bou Meng）：幸存者，1976年被捕，1979年越南入侵前夕逃脱。

## 資料

### 图片档案
红色高棉要求集中营对每个犯人的档案予以详细归档，犯人的照片及照片的底片在1979年至1980年与档案分离，大部分犯人的姓名已不可考。今日照片相關资料在吐斯廉屠杀博物馆和美国纽约州伊萨卡康奈尔大学展出。

### 記錄影片
《S-21：红色高棉杀人机器》是2003年由潘礼德导演的一部纪录片。
导演潘礼德于1964年出生在柬埔寨首都金边，11岁時失去了家庭。1975年，他遭到红色高棉当局逮捕，在勞改營被关押四年后，于1979年逃往泰国。2003年，他访问了位于金边的S-21集中营。
影片主角是两位S-21集中营的倖存者、12名前红色高棉战士、卫兵、拷问者、医生和一位摄影師，主要记述了对于倖存者和狱卒们的不同感觉。對于倖存者们，试图理解在S-21集中营究竟发生了什么以试图警示后人。而对于狱卒们，也不能逃离他们一手创建的恐怖杀戮。

## 反对声音
至今，仍然有相当一部分柬埔寨人深信，著名的金边“杀人场”和S-21“集中营”是不存在的，或者红色高棉杀死的人数远远被夸大了，这都是越南人为了转移柬埔寨人视线编造出来的，目的是使侵略战争显得具有“正义性”。